# Reguengos de Monsaraz
Reguengos de Monsaraz és un municipi portuguès, situat al districte d'Évora, a la regió d'Alentejo i a la subregió de l'Alentejo Central. L'any 2004 tenia 11.460 habitants. Limita al nord amb Alandroal, a l'est amb Mourão, al sud-est amb Moura, al sud-oest amb Portel, a l'oest amb Évora i al nord-oest amb Redondo.

## Població
| Població del concelho de Reguengos de Monsaraz (1801 – 2004) | Població del concelho de Reguengos de Monsaraz (1801 – 2004) | Població del concelho de Reguengos de Monsaraz (1801 – 2004) | Població del concelho de Reguengos de Monsaraz (1801 – 2004) | Població del concelho de Reguengos de Monsaraz (1801 – 2004) | Població del concelho de Reguengos de Monsaraz (1801 – 2004) | Població del concelho de Reguengos de Monsaraz (1801 – 2004) | Població del concelho de Reguengos de Monsaraz (1801 – 2004) | Població del concelho de Reguengos de Monsaraz (1801 – 2004) |
| ------------------------------------------------------------ | ------------------------------------------------------------ | ------------------------------------------------------------ | ------------------------------------------------------------ | ------------------------------------------------------------ | ------------------------------------------------------------ | ------------------------------------------------------------ | ------------------------------------------------------------ | ------------------------------------------------------------ |
| 1801                                                         | 1849                                                         | 1900                                                         | 1930                                                         | 1960                                                         | 1981                                                         | 1991                                                         | 2001                                                         | 2004                                                         |
| 5.199                                                        | 6.508                                                        | 10.240                                                       | 13.330                                                       | 15.090                                                       | 11.642                                                       | 11.401                                                       | 11.382                                                       | 11.460                                                       |

## Freguesies
- Campinho
- Campo
- Corval
- Monsaraz
- Reguengos de Monsaraz